# 德拉馬尼
 德拉馬尼 （INN：delamanid）以Deltyba品牌在市面販售，是一種用於治療結核病的藥物。基本上是它被用於與其他結核病管理藥物聯合進行治療活動性多重抗藥性結核病之用。此藥物經口服方式給藥。
使用後常見的副作用有頭痛、頭暈和噁心。其他副作用有藥物引發QT間期延長。德拉馬尼的作用是阻斷分枝菌酸產生，進而破壞細菌細胞壁的穩定性。此藥物屬於5-硝基咪唑類藥物。
德拉馬尼於2014年在歐洲、日本和韓國被批准用於醫療用途。它已被列入世界衛生組織基本藥物標準清單之中。截至2016年，位於瑞士大薩科內的非營利組織Stop TB Partnership已與日本大塚製藥達成協議，在100多個國家以每六個月完整療程的劑量，支付1,700美元的價格即可取得該藥物。

## 醫療用途
德拉馬尼與其他抗結核藥物聯合使用，用來治療活動性多重抗藥性結核病。

## 不良影響
常見的副作用有頭痛、頭暈和噁心。其他副作用有藥物引發的QT間期延長。個體於懷孕期間使用對胎兒的影響尚未有廣泛研究，但已有屬於安全的報告，目前在南非被推薦作為治療具有利福平抗藥性結核病孕婦的標準方案中的一種。

## 與其他藥物交互作用
德拉馬尼有少量會被由肝臟酵素CYP3A4代謝，因此會強烈強誘導這種酵素分泌的藥物將會降低其有效性。

## 作用機轉
德拉馬尼在分枝桿菌屬中被脫氮黃素依賴性硝基還原酶 (Deazaflavin-dependent nitroreductase，Ddn) 激活，Ddn會利用還原形式的二氫F420將德拉馬尼轉化為一氧化氮和另一種高活性代謝物，產生的代謝物會攻擊合成酶DprE2。DprE2對於結核菌細胞壁阿拉伯半乳聚醣的合成很重要，分支菌酸無阿拉伯半乳聚糖可依附以形成細胞壁，導致分枝桿菌無法正常生長。德拉尼的殺菌機制與抗生素藥物普瑞莫尼類似。對德拉尼產生抗藥性之臨床分離株，通常是其合成輔酶二氫F420的生化途徑中發生突變的結果。

## 歷史
在此藥物的II期臨床試驗中，將藥物與標準治療藥物合併使用，例如乙胺丁醇、異煙肼、吡嗪醯胺、利福平、氨基糖苷類抗生素和喹諾酮類藥物其中的四、五種。另外加上服用德拉馬尼的患者，其治癒率（以痰培養轉換率衡量）會明顯較好。
歐洲藥品管理局 (EMA) 建議對德拉馬尼給予有條件行銷授權，用於治療因抗藥性或耐受性而無其他治療選擇的多重抗藥性肺結核成人患者。 EMA認為數據顯示使用德拉馬尼的益處大於風險，但認為需要對其長期有效性進行更多研究。

## 社會與文化
截至2015年，該藥物尚未在全球各地上市。當初被認為售價將會與貝達喹啉（也是一種治療活動性結核病的藥物）類似（在低收入國家的六個月完整療程劑量價格為近600美元）。截至2016年，製藥廠已與Stop TB Partnership達成協議，透過後者的Global Drug Facility ，可以每六個月的完整療程劑量以1,700美元的價格取得。